# الفرقة 15 (الجيش السوري)
الفرقة 15 هي إحدى فرق الجيش العربي السوري، وهي فرقة قوات خاصة مقرها في محافظة السويداء، ويترأسها اللواعلي اسعد تضم الفرقة أربع أفواج، ومن أبرز ضباطها الذين كانو فيها منذ أن تأسست اللواء الركن «جهادهواش جبر» قائد الفيلق الأول، وقائدها السابق اللواء الركن «فؤاد نور الله»، والعميد «أسبر عبود»، والعميد «أحمد يونس العقدة» قائد الفوج 404 دبابات، والعميد «أحمد الكوسا» قائد الفوج 405 مدفعية، والعميد «حسن عيزوري» قائد الفوج 44 قوات خاصة.ويتضمن أيضا الفوج 217 في القريا قرب صلخد.مقر الفوج الرئيسي فوج 44 يقع على طريق قنوات شرقي مدينة السويدا ومقر الفرقة الرئيسي يقع ضمن مدينة السويداء.ويتبع لها أيضا كتيبة المدفعية المشهورة بكتيبة أبو حديد نسبة إلى العقيد المسؤول عن تشكيلها وكان يكنى بأبو حديد.